# Карлссон, Оливия
Мария Оливия Карлссон (швед. Maria Olivia Carlsson; род. 2 марта 1995, Карлстад) — шведская хоккейная нападающая. Всю взрослую карьеру провела в клубе МОДО, с 2018 по 2023 годы была его капитаном. Её результат в 419 матчей (377 в регулярных сезонах + 42 в плей-офф) является клубным рекордом МОДО. Вместе с командой она стала чемпионкой Швеции в сезоне 2011/12 и серебряным призёром в сезоне 2013/14.
В составе сборной Швеции провела 150 игр, участница двух олимпийских турниров (2018, 2022) и семи чемпионатов мира (2013, 2015, 2016, 2017, 2019, 2022, 2023), двукратный бронзовый призёр юниорских чемпионатов мира (2012, 2013). 
Завершив спортивную карьеру в 2023 году, сосредоточилась на работе физиотерапевтом.